# East Keal
East Keal – wieś i civil parish w Anglii, w Lincolnshire, w dystrykcie East Lindsey. W 2011 civil parish liczyła 366 mieszkańców. East Keal jest wspomniana w Domesday Book (1086) jako Estrecale.